# Karaada
Karaada (literalmente "isla Negra" en turco también escrito como Kara Ada), es una pequeña isla turca en la bahía de Bodrum en el Mar Egeo. Es un popular destino turístico, sobre todo por los barcos de vela.
En la Edad Media, la isla la cual los griegos conocieron con el nombre de Arkos, fue tomada por los Caballeros Hospitalarios de San Juan, que también ocuparon la cercana localidad de Bodrum. Fue conquistada por el Imperio Otomano en el siglo XVI. En 1919 fue ocupada por los italianos. La Convención de 1932 entre Italia y Turquía asignó la isla a los Turcos.